# Ibn Wahxiyya
Abu-Bakr Àhmad ibn Alí ibn Qays al-Kasdaní al-Qussayní an-Nabatí as-Sufí (àrab: أبو بكر أحمد بن علي بن قيس النبطي الصوفي, Abū Bakr Aḥmad ibn ʿAlī ibn Qays an-Nabaṭī aṣ-Ṣūfī), més conegut com a Ibn Wahxiyya (àrab: ابن وحشية, Ibn Waḥxiyya) (Iraq, segle ix - ?, c. 930), fou un alquimista, agrònom, egiptòleg i historiador nabateu nascut prop de Kufa a finals del segle ix i autor d'una extensa obra en llengua àrab.

## Obres
- Diverses obres de màgia, estàtues, agricultura, alquímia, física i medicina (algunes escrites i d'altres traduïdes).
- Agricultura Nabatea (Kitab al-falaha al-nabatiya) (vers 904)
- Kitab Shawq al-Mustaham, una obra en la que desxifra diversos jeroglífics basant-se en el copte